# Lamballe Communauté
Pour les articles homonymes, voir Lamballe (homonymie).
Lamballe Communauté est une ancienne communauté de communes française, située dans le département des Côtes-d'Armor, en région Bretagne.

## Histoire
La communauté de communes de Lamballe, plus communément dénommée Lamballe Communauté, a été créée le 31 décembre 2000. Elle est issue de la transformation du District du Pays de Lamballe, fondé en 1992, en communauté de communes. Ce district avait lui-même succédé au SIVOM de la région de Lamballe, créé en 1966, qui regroupait les quinze communes du canton de Lamballe,.
Avec la création du « Grand Lamballe » en 1973, le nombre de communes membres du SIVOM passe de quinze à onze.
En 1997, les communes d'Hénansal et Penguily intègrent le district. Puis en 2003, Bréhand, Saint-Trimoël, Saint-Glen et Trébry rejoignent l'intercommunalité, portant à 17 le nombre de communes membres.
À partir de 2011, la communauté de communes entame un processus de mutualisation des services de la ville de Lamballe et de Lamballe Communauté.
Le 1er janvier 2016, avec la création de la commune nouvelle de Lamballe, issue de la fusion de Lamballe et de Meslin, l'intercommunalité ne compte plus que 16 communes.
Elle est dissoute lors de sa fusion dans la nouvelle communauté d'agglomération Lamballe Terre et Mer créée le 1er janvier 2017.

### Identité visuelle

Ancien logo de Lamballe Communauté de [Quand ?] à juillet 2013
Logo de Lamballe Communauté depuis juillet 2013

## Territoire communautaire

### Géographie
Située dans le pays traditionnel du Penthièvre et de Saint-Brieuc au sens de la loi Voynet, Lamballe Communauté regroupait les onze communes du canton de Lamballe, cinq communes du canton de Moncontour et une, Hénansal, du canton de Matignon.

### Composition
Elle était composée des 16 communes suivantes, à la suite de la fusion de Meslin avec Lamballe le 1er janvier 2016 pour former une commune nouvelle :
| Nom              | Code Insee | Gentilé       | Superficie (km2) | Population (dernière pop. légale) | Densité (hab./km2) |
| ---------------- | ---------- | ------------- | ---------------- | --------------------------------- | ------------------ |
| Lamballe (siège) | 22093      | Lamballais    | 90,21            | 13 304 (2014)                     | 147                |
| Andel            | 22002      | Andelais      | 12,20            | 1 109 (2014)                      | 91                 |
| Bréhand          | 22015      | Bréhandais    | 24,95            | 1 593 (2014)                      | 64                 |
| Coëtmieux        | 22044      | Coëtmieusiens | 8,02             | 1 750 (2014)                      | 218                |
| Hénansal         | 22077      | Hénansalais   | 29,00            | 1 160 (2014)                      | 40                 |
| Landéhen         | 22098      | Landéhennais  | 11,80            | 1 390 (2014)                      | 118                |
| La Malhoure      | 22140      | Malhourins    | 5,02             | 540 (2014)                        | 108                |
| Morieux          | 22154      | Morivains     | 7,55             | 973 (2014)                        | 129                |
| Noyal            | 22160      | Noyalais      | 6,80             | 865 (2014)                        | 127                |
| Penguily         | 22165      | Penguilais    | 10,49            | 616 (2014)                        | 59                 |
| Pommeret         | 22246      | Pommeretois   | 13,35            | 2 060 (2014)                      | 154                |
| Quintenic        | 22261      | Quintenicais  | 7,50             | 357 (2014)                        | 48                 |
| Saint-Glen       | 22296      | Saint-Glénois | 11,51            | 611 (2014)                        | 53                 |
| Saint-Rieul      | 22326      | Rieulais      | 6,37             | 544 (2014)                        | 85                 |
| Saint-Trimoël    | 22332      | Trimoëliens   | 8,35             | 495 (2014)                        | 59                 |
| Trébry           | 22345      | Trébritiens   | 25,12            | 855 (2014)                        | 34                 |

### Démographie
| 2006   | 2009   | 2011   | 2012   |
| ------ | ------ | ------ | ------ |
| 24 747 | 26 722 | 27 570 | 27 816 |

## Administration

### Siège
Le siège de la communauté de communes était à Lamballe, 50 rue d'Armor.

### Conseil communautaire
Les 45 conseillers titulaires étaient répartis selon le droit commun comme suit :
| Nombre de conseillers | Communes                                                                 |
| --------------------- | ------------------------------------------------------------------------ |
| 17                    | Lamballe                                                                 |
| 3                     | Coëtmieux, Pommeret                                                      |
| 2                     | Andel, Bréhand, Hénansal, Landéhen, Meslin, Morieux, Noyal, Trébry       |
| 1                     | La Malhoure, Penguily, Quintenic, Saint-Glen, Saint-Rieul, Saint-Trimoël |

### Élus
La communauté de communes était administrée par un conseil communautaire constitué en 2014 de 45 conseillers communautaires.
À la suite des élections municipales de 2014 dans les Côtes-d'Armor, le conseil communautaire du 16 avril 2014 avait réélu son président, Loïc Cauret, maire PS de Lamballe, ainsi que ses 12 vice-présidents. La liste des vice-présidents était alors la suivante :
|     | Attributions                                              | Identité               | Parti | Parti | Qualité                           |
| --- | --------------------------------------------------------- | ---------------------- | ----- | ----- | --------------------------------- |
| 1er | Administration générale et finances                       | Jean-Yves Renault      |       | PS    | Maire de Landéhen                 |
| 2e  | Développement social et solidarités                       | Marie-Christine Cléret |       | PS    | Maire déléguée de Maroué          |
| 3e  | Cadre de vie, urbanisme, logement et transport            | Daniel Baron           |       | DVD   | Maire de La Malhoure              |
| 4e  | Développement économique, emploi et tourisme              | Philippe Hercouët      |       | PS    | Adjoint au maire de Lamballe      |
| 5e  | Eau et assainissement                                     | Loïc Déron             |       | DVG   | Maire de Pommeret                 |
| 6e  | Petite enfance, enfance et jeunesse                       | Christine Prunaud      |       | PCF   | Adjointe au maire de Lamballe     |
| 7e  | Environnement durable, déchets ménagers et milleu naturel | Jean-Luc Barbo         |       | DVG   | Conseiller municipal de Coëtmieux |
| 8e  | Ressources humaines et partenariats                       | Denis Michelet         |       | PS    | Adjoint au maire de Lamballe      |
| 9e  | Culture, loisirs, communication et nouvelles technologies | Jean-Pierre Briens     |       | PS    | Maire de Morieux                  |
| 10e | Travaux et aménagements                                   | Didier Yon             |       | DVG   | Maire de Trébry                   |
| 11e | Sports                                                    | Alain Galliot          |       | DVD   | Maire de Penguily                 |

### Liste des présidents
| Période                        | Période          | Identité      | Étiquette | Qualité                                                                                |
| ------------------------------ | ---------------- | ------------- | --------- | -------------------------------------------------------------------------------------- |
| SIVOM de la région de Lamballe |                  |               |           |                                                                                        |
| 1966                           | 1971             | Pierre Lanoë  | PSU       | Maire de Lamballe (1960 → 1971)                                                        |
| 1971                           | 1977 (démission) | René Piéto    |           | 1er adjoint au maire de Lamballe (1971 → ?)                                            |
| 1977                           | 1991             | Fernand Labbé | RPR       | Maire de Lamballe (1971 → 1995)                                                        |
| District du Pays de Lamballe   |                  |               |           |                                                                                        |
| 1992                           | 1995             | Fernand Labbé | RPR       | Maire de Lamballe (1971 → 1995)                                                        |
| 1995                           | 2000             | Loïc Cauret   | PS        | Maire de Lamballe (1995 → 2015)                                                        |
| Lamballe Communauté            |                  |               |           |                                                                                        |
| 2001                           | 2016             | Loïc Cauret   | PS        | Maire de Lamballe (1995 → 2015) Maire de la commune nouvelle de Lamballe (2016 → 2018) |

### Compétences
L'intercommunalité exerce les compétences qui lui ont été transférées par les communes membres, dans les conditions définies par le code général des collectivités territoriales. Ces compétences ont évolué à plusieurs reprises.
- Développement économique
  - Création et aménagement des zones d’activités économiques communautaires (industrielles, artisanales ou commerciales)
  - Aide à l’implantation des entreprises

- Aménagement de l’espace communautaire
  - Urbanisme et voirie
  - Transport, mise en place d’un système de transport à la demande (Distribus)

- Logement et cadre de vie
  - Logement : mise en place d’un Plan Local de l’Habitat
  - Environnement : collecte, valorisation et élimination des déchets ménagers, l’aménagement et l’entretien des plans et cours d’eau et des bassins versants, création et balisage de sentiers de randonnée,

- Enfance et jeunesse
  - Petite enfance : mise en place et gestion d’une politique en faveur de la petite enfance, par la mise en place d’outils : le Relais Assistantes maternelles, la Ludothèque, les Espaces Jeu, l'Espace multi-accueil
  - Jeunesse

Le secteur jeunesse à différentes attributions :
Les 11-15 ans : il s’agit de leur proposer des activités lors des vacances scolaires ; les plus de 15 ans, sont accompagnés dans leurs projets par des animateurs ; le Point Information Jeunesse (P@T).
- Action sociale
  - Attributions de subventions à des associations ou à des structures d’insertion telles que Penthièvre et Penthièvre Actions
  - CIAS : le Centre intercommunal d’action sociale est chargé de l’aide à domicile, du foyer logement et du portage des repas

- Sport
  - Animation et création : il s’agit de la mise en place d’équipements sportifs de proximité et de la banque de matériel destiné à prêter aux écoles et associations du matériel de sport.
  - Gestion des équipements sports/loisirs communautaires : piscine, gymnase Jouan et Espace Murigneux (tir à l’arc, pétanque, dojo), complexe sportif du Penthièvre (piste d’athlétisme, terrain de football, piste de roller), parc équestre de Lamballe.

- Culture

Participation au fonctionnement de l’école de musique du SMIVU
- Secours et incendie

Participation à la gestion des Services départementaux d’incendie et de secours
- Eau et assainissement
  - Traitement et gestion des eaux pluviales et eaux usées
  - Assainissement collectif et non collectif (SPANC)